# Marduk (esogeologia)
Marduk è un centro eruttivo presente sulla superficie di Io.